# Uromyces cypericola
Uromyces cypericola är en svampart som beskrevs av Gjaerum 1990. Uromyces cypericola ingår i släktet Uromyces och familjen Pucciniaceae.   Inga underarter finns listade i Catalogue of Life.